# Pierre Wissmer
Pierre Wissmer (* 30. Oktober 1915 in Genf; † 4. November 1992 in Valcros, Provence, Frankreich) war ein schweizerisch-französischer Komponist, Pianist und Klavierpädagoge.

## Leben
Wissmer entstammte einer Arztfamilie, seine Mutter war russischer Herkunft. Zwei Freundinnen seiner Eltern, die Malerin Stéphanie Guerzoni und die Pianistin Andrée Hess, begeisterten ihn für die Malerei und die Musik, wobei sich schließlich sein musikalisches Interesse durchsetzte. Er nahm Unterricht am Genfer Konservatorium und begann nach dem Abschluss des Gymnasiums ein Jurastudium. Robert Casadesus ermutigte ihn, sich ganz auf seine musikalisch Ausbildung zu konzentrieren.
So ging er nach Paris und bereitete sich mit Unterstützung von Jules Gentil und der Pianistin Jacqueline Blancard auf die Aufnahmeprüfung am Pariser Konservatorium vor. Er fiel durch die Prüfung, wurde jedoch von Jean Roger-Ducasse als Gasthörer in seine Kompositionsklasse aufgenommen. Daneben studierte er Kontrapunkt bei Jean-Yves Daniel-Lesur an der Schola Cantorum und Orchesterleitung bei Charles Münch an der École normale de musique de Paris.
1937 wurde sein erstes Klavierkonzert mit Jacqueline Blancard unter der Leitung von Henri Tomasi uraufgeführt und im Rundfunk ausgestrahlt. Im Folgejahr dirigierte Hermann Scherchen die Uraufführung seiner Ersten Sinfonie, und 1939 entstand sein Ballett Le beau dimanche nach einer Textvorlage von Pierre Guérin. Im Zweiten Weltkrieg diente Wissmer, obwohl er noch nicht französischer Staatsbürger war (er erhielt die französische Staatsbürgerschaft erst 1958), in einer Truppe mit motorisierten schweren Geschützen der französischen Armee.
In Genf war Wissmer bei der Uraufführung seines Ersten Violinkonzerts durch das Orchestre de la Suisse Romande anwesend, und er wurde 1944 Professor am Genfer Konservatorium und Leiter für Kammermusik bei Radio Genève. In dieser Zeit entstanden neben Kammermusik Werke wie die komische Oper Marion ou La belle au tricorne und seine Zweite Sinfonie. 1948 heiratete er die Pianistin Laure-Anne Étienne, eine Schülerin von Marguerite Long.
Von 1952 bis 1957 war Wissmer zunächst Vize-Programmdirektor bei Radio Luxembourg und dann Programmdirektor bei Télé Luxembourg. Daniel-Lesur holte ihn 1957 als Vizedirektor an die Pariser Schola Cantorum, deren Direktor er 1962 bis 1963 war. Neben der Lehrtätigkeit an dieser Einrichtung entstanden weitere große Werke wie ein Klarinetten-, ein Trompeten- und ein Oboenkonzert sowie zwei Flötenkonzerte. Für das Oratorium Le quatrième mage erhielt er 1965 den Grand Prix Paul Gilson de la Communauté Radiophonique des Programmes de Langue Française, für das Quartett Quadrige für Flöte, Violine, Violoncello und Klavier 1967 den Grand Prix de la Ville de Paris. Seine Ballettmusik Christina et les chimères wurde 1967 in einer Choreographie von Michel Descombey im Fernsehen übertragen.
1969 wurde er zum Direktor der École Nationale de Musique, de Danse et d’Art dramatique du Mans berufen, 1973 erhielt er den Lehrstuhl für Komposition und Orchestrierung am Genfer Konservatorium. Für sein Engagement für die Musik in der Schweiz ehrte ihn die Stadt Genf 1983 mit dem Grand Prix Musical.